# Personnalité
Pour les articles homonymes, voir Personnalité (homonymie).
« Personnalités » redirige ici. Pour la chanson de Sacha Distel, voir Personality (chanson de Lloyd Price)#Adaptations et interprétations.
La personnalité est la somme de l’ensemble de toutes les caractéristiques émotionnelles, d'attitudes et de comportements d'une personne. Elle suit un parcours déterminé par les idées des siècles qu'elle traverse et encore aujourd'hui il est difficile de trouver un concept plus solidaire des écoles et des attitudes des auteurs qui en font usage[pas clair]. Il existe au moins deux approches différentes de la personnalité : les théories des types et les théories des traits (en).
Depuis quelques décennies, l'éthologie montre que la personnalité existe chez certains animaux (oiseaux et mammifères notamment), personnalité qui, à travers des comportements individuels, affecte le rôle de l'individu, et parfois du groupe, dans l'écosystème et, donc, leurs perspectives de survie et, en fin de compte, d'évolution. Les chercheurs tentent de quantifier et qualifier la personnalité animale, notamment au sein de grands groupes ou colonies chez des espèces aussi variées que des singes, des salamandres, des poissons (épinoches), des lézards et même des araignées, afin, notamment, de mieux comprendre comment des traits de personnalité persistent (et comment ils pourraient alors conduire à des phénomènes de spéciation ou d'adaptation), et le rôle qu'ils pourraient jouer dans l’écoépidémiologie ou la diffusion des informations.

## La personnalité hier et aujourd'hui

### Étymologie
L'étymologie permet de mieux en appréhender le sens : persona, nom latin d'origine étrusque, désignait le masque de l'acteur dans le théâtre antique, interface entre l'acteur, son rôle, et le public.
Artifice d'un théâtre d'effigie il présentait les trois particularités suivantes : 
- grâce au masque le public devait pouvoir prédire l'action du comédien ;
- il y avait un nombre défini de masques possibles ;
- chaque acteur n'avait le droit d'utiliser qu'un seul masque par représentation.

### Sens général contemporain
Aujourd'hui, l'idée générale qui ressort des différentes visions de la personnalité est qu'elle est l'ensemble des comportements qui constituent l'individualité d'une personne. Elle rend compte de ce qui qualifie l'individu : permanence et continuité des modes d'action et de réaction, originalité et spécificité de sa manière d'être. C'est le noyau relativement stable de l'individu, sorte de synthèse complexe et évolutive des données innées (gènes) et des éléments disponibles dans le milieu social et l'environnement en général.
La connaissance de la personnalité est souvent un enjeu important qui regroupe des valeurs et des normes en se figurant dans des codes notamment dans une organisation qui permet de prévoir avec une marge d'erreur limitée le comportement de la personne dans des situations ordinaires, par exemple professionnelles. Elle est aussi l'objectif de la connaissance de soi.
Les techniques modernes d'évaluation personnelle en ligne permettent maintenant des analyses plus globales qu'autrefois. La théorie sous-jacente est celle de l'interprétation intelligente et immédiate.

### Tempérament et caractère
Sans être clairement consensuelle, la notion de personnalité est fréquemment définie comme une somme de traits provenant d'une part du tempérament (inné) et d'autre part du caractère (acquis). Le tempérament serait ainsi fixé à la naissance (génétique) et le caractère forgé avec le temps et par son environnement. Cette somme n'étant pas linéaire puisque ces deux types de traits ne sont pas nécessairement exogènes. On peut avoir une bonne idée de la personnalité d'un individu vers 3 ans.
C'est en ce sens que Hans Eynseck définit la personnalité comme la somme totale des schémas de conduite d’un organisme, actuels ou potentiels, déterminés par l’héritage et l’environnement.
On retrouve également, dans le modèle de la personnalité de Cloninger, ces deux notions de caractère et de tempérament, mises en opposition. Le caractère correspond aux « dimensions de la personnalité déterminées par l'apprentissage social et l'apprentissage cognitif ». ll ne serait donc pas influencé par des facteurs héréditaires. Le tempérament fait référence aux correspondances physiologiques du caractère plus directement lié à la tradition morphopsychologique antique (théorie des humeurs) ou constitutionnelle moderne.
Cela dit, la notion de caractère a été ou peut encore être comme synonyme de personnalité. Il est utilisé afin de désigner les façons d'agir et les attitudes qui sont propres à un individu et qui permettent de le distinguer des autres. Cette distinction est particulièrement utilisée par la caractérologie. Cependant, le terme de caractère n'est plus guère utilisé en psychologie et par les auteurs car il est associé à des connotations morales, et fait référence à un jugement de valeur souvent négatif : « mauvais caractère », « caractère de cochon »[réf. souhaitée].

## Théorie du type
Parmi les théories des types, la plus connue est probablement la typologie jungienne qui propose un modèle de la personnalité basé sur deux modes d'investissement de l'énergie (introversion et extraversion) ainsi que sur 4 fonctions de base de l'appareil psychique :
- intuitif / factuel et ;
- intellectuel / affectif.

Les préférences d'une personne pour un des deux pôles, sur ces deux axes, fondent le type psychologique. Des questionnaires peuvent contribuer à la détermination du type (MBTI, GOLDEN...).
Les découvertes de Carl Gustav Jung et des travaux de Mmes Myers, Briggs, sont des apports récents : 1921 pour « Les types de personnalités » et 1942 pour la première version du Myers Briggs Type Indicator.
En dehors de ces travaux, la théorie du type est intuitive, de nombreuses traditions se sont développées sur ce modèle dans les civilisations les plus anciennes et les plus diverses : horoscopes, numérologie, ennéagramme, etc.

## Théorie du trait
Dans les théories de psychologie sociale (Charles Osgood, par exemple), un trait de personnalité est un adjectif qui décrit un comportement, des états affectifs, mais aussi des formulations sur la valeur des individus. Le trait c'est ce qui vient en nous, on naît avec ça.
Pour chaque trait, des outils psychométriques peuvent être élaborés, qui permettent de situer un individu par rapport au reste de la population de référence.
La plupart des tests de personnalités utilisés se fondent sur la théorie du trait.
Ainsi dans la théorie dite des 2D (Osgood, 1962), les traits de personnalité sont répartis en deux groupes :
- les traits appartenant à la notion de la sociabilité (exemples : sympathique ; malhonnêtes…) ;
- les traits appartenant à la notion d'évaluation des compétences (exemples : compétent ; dynamique…).

Dans la théorie dite des 5D (ou Big Five), les traits de personnalités sont regroupés en cinq groupes : l’extraversion, l’amabilité, l’application, la stabilité émotionnelle et l’ouverture à l’expérience.
Ces catégories proviennent des corrélations fortes observées entre les différents traits de différents tests[réf. souhaitée].
Le modèle du circomplexe interpersonnel, quant à lui, inclut deux traits organisés selon un cercle: l'agentivité et la communion. L'agentivité fait référence à la tendance à dominer ou à influencer socialement, tandis que la communion regroupe des concepts tels que la bienveillance et l'amour. 

## Biologie
La base biologique de la personnalité est la théorie selon laquelle les traits de personnalité ont une base biologique. Cette théorie découle de la neuropsychologie, qui étudie la façon dont la structure du cerveau est liée à divers processus et comportements psychologiques. Par exemple, chez les êtres humains, les lobes frontaux sont responsables de la prévoyance et de la planification, et les lobes occipitaux sont responsables du traitement des informations visuelles. En outre, certaines fonctions physiologiques telles que la sécrétion d'hormones affectent également la personnalité. Par exemple, l'hormone testostérone est importante pour la sociabilité, l'affectivité, l'agressivité et la sexualité. En outre, des études montrent que l'expression d'un trait de personnalité dépend du volume du cortex cérébral auquel il est associé.
Le premier cas célèbre ayant permis de faire un lien entre la biologie et la personnalité est Phineas Gage,.
Plus récemment, des tentatives visant à cerner le caractère héritable de la personnalité ont fait l'objet d'études sur des fratries et particulièrement des jumeaux monozygotes ou dizygotes. Celle de Kandler, Riemann, Spinath & Angleitner, qui ont étudié la personnalité par le biais de 919 pairs de jumeaux et ont séparé les causes environnementales des causes génétiques, ont estimé que l'héritabilité de la personnalité par les gênes s'élève environ à deux tiers, ne laissant qu'un tiers d'influence aux facteurs environnementaux sur la personnalité.

## L'approche de la personnalité selon les grands courants

### Behavioriste
La personnalité est une somme de comportements réductibles aux rapports entre stimuli et réponses. L'approche behavioriste refuse l'idée d'unité, et dans sa forme la plus extrême réduit l'individu à des centaines d'habitudes indépendantes et spécifiques.

### Cognitiviste
La construction, de la personnalité, débute par la catégorisation de l'élément vu en rapport à des éléments déjà mémorisés, puis l'élément est classé à proximité des données présentant les mêmes attributs. Suit alors l'amorçage qui consiste à faciliter le traitement d'une information par une sorte de préparation qui entraîne la formation de concept trait, qui lie entre eux les différents contenus mémoriels, permettant de créer des raccourcis mentaux.
Le concept de schéma, autre concept cognitiviste important, se rapporte à un concept de catégorisation sociale s'articulant entre 3 domaines, la vision de soi, des autres, du monde et du temps. Ces trois domaines constituent la triade de Beck. Les schémas se référant aux expériences précoces du sujet, aux traumatismes, aux valeurs et préjugés de son milieu socio-éducatif et culturel. Ils sont latents et inaccessibles spontanément, et constituent des hypothèses de la réalité à confirmer ou infirmer.

### Humaniste
Le paradigme humaniste de la personnalité, théorisé et promu notamment par A. Maslow, C. Rogers, R. May et V. Frankl, met en évidence, d'un côté, la dimension existentielle, volitionelle et adaptative, et, de l'autre côté, le contenu, la valence ontologique-spirituelle de la personnalité humaine.

### Dimensionnel
Tentative de quantification de la personnalité.

### Psychopathologie
Haut névrosisme index une constellation de risque qui existe avant le développement et l'apparition de l'un des troubles mentaux courants.

### Psychobiologique
Elle est promue par Cloninger et repose sur des données de la neurobiologie. Cette approche consiste à faire des liens entre des données psychologiques et des explications sous-jacentes de nature neurobiologique qui renvoient principalement à des neuromédiateurs.

## Changements de personnalité
Les circonstances de la vie (dont certaines maladies) peuvent induire des changements de personnalité plus ou moins profonds ou durables. Dans le domaine de la psychologie sociale, la capacité des individus à volontairement changer leurs traits de personnalité est encore discutée.
Mais des chercheurs en psychologie, surtout basés aux États-Unis, ont récemment suggéré que beaucoup de gens, dans le monde, souhaitent changer un ou plusieurs traits de leur personnalité. Via un site Web personnalisé, 13 278 étudiants participants de 56 pays (en 42 langues) ont été invité à dire s'ils voulaient actuellement changer leur personnalité et, si oui dans quel sens. 

60,40 % d'entre eux on dit que oui. Cette volonté était la plus fréquente en Thaïlande (81,91 % des sondés) et plus rare au Kenya (21,41 %). Chez ceux qui ont précisé l’aspect de leur personnalité qu’ils aimeraient modifier, il s'agissait le plus souvent démaliorer leur stabilité émotionnelle (29,73 %), la conscience (19,71 %), l’extraversion (15,94 %) et l’agréabilité (13,53 %) ; et comme cela est généralement observé, ceux qui voulaient le plus se changer étaient globalement ceux qui étaient moins stables émotionnellement et moins heureux. Estimer manquer de traits socialement souhaitables était corrélé au souhait d'augmenter les traits ressentis comme manquants. Selon les auteurs, ces résultats sont généralisables dans le monde.

## Personnalité chez les animaux
Il y a aujourd’hui consensus sur l’existence de personnalités chez les animaux notamment les mammifères, les araignées, les insectes et les poissons. La personnalité de l'animal est liée à des différences génétiques mais aussi les expériences précoces et les expériences acquises au cours de la vie.